# Xã Castanea, Quận Clinton, Pennsylvania
Xã Castanea (tiếng Anh: Castanea Township) là một xã thuộc quận Clinton, tiểu bang Pennsylvania, Hoa Kỳ. Năm 2010, dân số của xã này là 1.185 người.